# Rotterdam (New York)
Pour les articles homonymes, voir Rotterdam (homonymie).
Rotterdam est une ville américaine située dans le comté de Schenectady, dans l'État de New York. Elle a été fondée en 1820 et la population était de 29 094 habitants en 2010.